# Кравців Богдан Миколайович
Богда́н-Юрій Микола́йович Кра́вців (псевдоніми — Галайда, Граф, Остап, Самітній олень, Шевчик) (5 травня 1904, село Лоп'янка, Долинський повіт, Королівство Галичини та Володимирії — 21 листопада 1975, Рутерфорд, Нью-Джерсі, США) — український поет, перекладач, редактор, критик. Дійсний член НТШ, УВАН, редколегії «Енциклопедії українознавства».
Автор 11 збірок поезій, член ОУП «Слово», активний діяч українського націоналістичного руху, активіст Української військової організації, Союзу української націоналістичної молоді. Перший крайовий провідник ОУН на західноукраїнських землях (лютий — листопад 1929).

## Життєпис
Народився в родині священника, закінчив гімназію у Львові (1920). Студіював в Університеті Яна Казимира (Львів) літературу, археологію в 1925—1928 рр., у 1928—1930 рр. — право. Був членом літературного гуртка «Листопад», чільним діячем ОУН. 
Заарештований у 1930 р., звільнений у 1934 р. Другий арешт (1934) і заслання до Берези Картузької. 
У 1939 р. переїхав до Німеччини, у Берліні редагував газети «Голос», «Вісті», «На шахті», «Українець». З 1944 р. мешкав у Західній Німеччині: Граффендобрах, Байройт, Реґенсбург. 
У 1949 р. прибув до США: спочатку поселився у Філадельфії, потім у Рутерфорді. Працював у редакціях газети «Свобода» та журналу «Сучасність». У 1971—1975 рр. — головний редактор журналу «Сучасність». Помер 21 листопада 1975 р. у Рутерфорді.

## Літературна творчість
Кравців Богдан Миколайович — автор поетичних збірок «Дорога» (1929), «Промені» (1930), «Сонети і строфи» (1933), «Остання осінь» (1940), «Під чужими зорями» (1941), «Кораблі» (1948), «Зимозелень» (1951), «Дзвенислава» (1962), «Глосарій» (1974), «Квітоліт» (1974), «Станси» (1974); книжок перекладів «Пісня пісень» (1934), «Речі й образи» (1947); упорядник антологій «Обірвані струни» (1955), «Поети Чумацького шляху» (1962), «Шістдесят поетів шістдесятих років» (1966).
У 1930-ті видавав і редагував націоналістичні журнали «Вісті», «Голос», «Голос нації», літературні журнали «Дажбог», «Обрії» та «Напередодні».
У 1940–1945 редагував журнали для українців, вивезених на роботу до Німеччини. В 1949 емігрував до США. Випустив кілька збірок віршів, перекладав Рільке, працював редактором.
Член редколегії Енциклопедії Українознавства.
Редактор низки пластових, націоналістичних та літературних часописів — 1926 року по Володимиру Кузьмовичу перебрав відповідальність за пластовий журнал «Молоде життя». Автор праць із сучасної української літератури, бібліографії, староукраїнської міфології.

### Окремі видання та публікації
- Кравців Б. Дорога (поезії). Львів, 1929. — 48 с.
- Кравців Б. Промені (поезії. Львів, 1930. — 29 с.
- Кравців Б. Сонети і строфи. Львів: Накладом Б. Дороцького, 1933. — 38 с.
- Кравців Б. Пісня пісень (переспів). Львів, 1934. — 48 с.
- Кравців Б. Дон Кіхот в Альказарі (статті й есеї). Львів 1938. — 95 с.
- Кравців Б. Остання осінь (поезії). Прага, 1940. — 47 с.
- Кравців Б. Під чужими зорями (октави). Прага, 1941, (друге видання Сокаль, 1941).
- Кравців Б. Речі й образи (переклади з Р. М. Рільке). Нюрнберґ, 1947.
- Кравців Б. Кораблі. Вибрані поезії 1922—1947. — Байройт, 1948. — 126 с.
- Кравців Б. Ґлоссарій або тлумачний словник таємних, призабутих і не завжди зрозумілих слів [Архівовано 4 березня 2016 у Wayback Machine.]. — Реґенсбурґ-Рутерфорд: «Сучасність», 1949 (видано 1974). — 75 с.
- Кравців Б. «Кликну Карна і Жьля поскочи». Дві таємні постаті в «Слові о полку Ігореві». Київ, Філадельфія, 1950. Ч. 1. С. 40—43.
- Кравців Б. Зимозелень (сонети й олександрини). Філядельфія, 1951.
- Кравців Б. і вояк: в другу річницю смерти сл. п. Романа Шухевича-Чупринки[недоступне посилання з липня 2019]. — Нью-Йорк: Головна управа Організації Оборони Чотирьох Свобід України, 1952. — 32 с.
- Кравців Богдан // Енциклопедія Українознавства: словникова частина. — Париж-Нью-Йорк: Молоде життя, 1959. — Т. 3. — С. 1158—1159.
- Кравців Б. На багряному коні революції. До реабілітаційного процесу в УРСР. — Нью-Йорк: Пролог, 1959. — 63 с.
- Кравців Б. Леонід Мосендз і його «Останній пророк» / Мосендз Л. // Останній пророк. — Торонто, 1960. — С. V-XXXII.
- Кравців Б. Федькович в нових літературознавчих пулікаціях / ред. Василь Стецюк // Papers-Доповіді. — Нью-Йорк : Наукове Товариство ім. Шевченка, 1961. ч. № 4. — 16 с.
- Кравців Б. Дзвенислава (вінок сонетів). Джерзі Ситі, 1962.
- Кравців Б. Розгром українського літературознавства 1917—1937 рр. // Записки НТШ. — Париж — Чикаго, 1962. — Т. 173. — С. 217—308.
- Шістдесят поетів шістдесятих років. Антологія нової української поезії / Упор. Б. Кравців. — Нью-Йорк: Пролог, 1967. — 299 с.
- Кравців Б. Лірика Євгена Маланюка // Сучасність. — 1968. — Ч. 8. — С. 50-58.
- Кравців Б. Твори Тараса Шевченка в перекладах на інші мови. Сучасність. 1969. Ч. 5 (101). С. 42—52.
- Кравців Б. Студентський Львів // Альманах Українського Народного Союзу на рік 1970. Річник 60-ий. — Джерсі-Сіті — Нью-Йорк: Вид-во «Свобода», 1970. С. 81—90.
- Кравців Б. Проґресування русифікації в Українській РСР (на основі радянських бібліографічних і статистичних даних) // Сучасність. 1972. Ч. 10 (142). С. 67—74.
- Кравців Б. Книжкові видання «Свободи» й УНСоюзу (бібліографічний огляд). Альманах Українського Народного Союзу на 1973 рік. Джерзі-Ситі; Нью-Йорк, 1973. Р. 63. С. 139—158.
- Кравців Б. До 80-річчя проф. Д. Чижевського // Сучасність. — 1974. — Ч. 4 (160). — С. 35-41.
- Кравців Б. Василь Стефаник і його біографія: До 65-річчя з дня народження Юрія Стефаника-Гаморака // Сучасність. — 1974. — Ч. 12 (168). — С. 57-63.
- Кравців Б. Передмова / Сосновський М. // Дмитро Донцов: Політичний портрет. — Нью-Йорк-Торонто, 1974. — С. 11-13.
- Кравців Б. / уп. Богдан Бойчук // Богдан Кравців: Зібрані Твори т. 1: Поезія [Архівовано 21 жовтня 2014 у Wayback Machine.]. — Нью-Йорк: В-во Нью-Йоркської групи, 1978. — 380 с.
- Кравців Б. / уп. Богдан Бойчук і Володимир Кульчицький-Ґут // Богдан Кравців: Зібрані Твори т. 2: Статті [Архівовано 21 жовтня 2014 у Wayback Machine.]. — Нью-Йорк: В-во Нью-Йоркської групи, 1980. — 494 с.
- Кравців Б. / уп. Т. Салига; ред. М. Старавойта // Поезії [Текст]. — Львів: УПІ ім. Івана Федорова: Фенікс Лтд, 1993. — 475 с.
- Кравців Б. Поезії [Текст] / Богдан Кравців. — Львів: Фенікс ЛТД, 1993. — 98 с.
- Кравців Б. Зібрані твори [Текст] / Богдан Кравців — Київ: Світовид, 1994. — Т.3: Публіцистична проза. — 487 с.
- Кравців Б. Під рідними і зорями чужими / упоряд. Т. Салига, І. Василишин. — Львів: Світ, 2018. — 648 с.: іл. — (Серія «Ad fontes» – «До джерел»).
- Кравців Б. Печальних уст моїх слова пречисті (переклади з Рільке): поезії / упоряд. Т. Салига, І. Василишин. — Львів: Сполом, 2019. — 220 с.: іл. — Бібліогр.: с. 202-216.

## Громадська діяльність
У юності — член української скаутської організації «Пласт», входив до її Головної ради та куреня «Лісові Чорти».
У 1920-ті вступив до Української військової організації.
У 1928–1929 очолював Союз української націоналістичної молоді.
З лютого до листопада 1929 був першим крайовим провідником ОУН на західноукраїнських землях (ЗУЗ), пізніше — провідником ОУН у Львові (1929—1930), заступником політичного референта Крайової Екзекутиви ОУН на ЗУЗ.
Кілька разів його заарештовували:
- у листопаді 1928 — за проведену під його керівництвом антипольську демонстрацію,
- у листопаді 1929 — за організацію демонстрації біля радянського консульства у Львові (на знак протесту проти процесу над академіком С. Єфремовим та іншими членами СВУ);
- у червні 1930 провів в ув'язненні три роки за приналежність до УВО.

Дійсний член НТШ й УВАН.

## Пам'ять
Похований на українському православному цвинтарі в Саут-Баунд-Бруку, штат Нью-Джерсі.
Гарвардський університет установив нагороди за найкращі праці з української бібліографії і стипендію Богдана Кравціва.